# (1885) Herero
(1885) Herero (1948 PJ) – planetoida z pasa głównego asteroid okrążająca Słońce w ciągu 3,38 lat w średniej odległości 2,25 j.a. Odkryta 9 sierpnia 1948 roku.